# ECW世界雙打冠軍
ECW世界雙打冠軍（英語：ECW World Tag Team Championship），是隸屬於極限冠軍摔角的一冠軍項目，它於1994年成立於全國摔角聯盟。